# الفهرست (الطوسي)
فِهرِست كُتُبِ الشِّيعةِ وأُصُولِهم وأسمَاءِ المُصَنِّفين وأَصحابِ الأُصول، المشهور بالفهرست للطوسي، أحد مصادر الكتب الرجالية الأساسية والمهمة لدى الشيعة الإمامية، دوّن فيه الشيخ كتب المصنفين وأرباب الأصول من علماء الإمامية بشكل عام.

## معنى الفهرست
الفهرست كلمة فارسية، تَعرّب إلى الفِهْرِس: وهو كتاب تجمع فيه أسماء الكتب مرتبة بنظام معيّن.

## لمحة عن المؤلف
أبو جعفر محمد بن الحسن بن علي بن الحسن الطوسي (385 -460هـ / 995 - 1050 م) المعروف بشيخ الطائفة والشيخ الطوسي، من متكلمي ومحدثي ومفسري وفقهاء الشيعة في القرن الخامس قدم إلى العراق من خراسان في سن الثالثة والعشرين وتتلمذ على يد علماء الشيعة هناك كالمفيد والشريف المرتضى. أسند إليه الخليفة العباسي كرسي كلام بغداد. وعندما احترقت مكتبة شابور أثر هجوم طغرل بك اضطر للهجرة إلى النجف فأسس الحوزة هناك وأصبح مرجعاً وزعيماً للشيعة الإمامية بعد وفاة الشريف المرتضى وقد ألف العشرات من الكتب وأسس طريقة الاجتهاد المطلق وألف كتباً في الفقه والأصول.

## تسمية الكتاب
أورد الطوسي أنّ اسم كتابه هذا هو الفهرست، وذكره أيضاً النجاشي في رجاله تحت اسم فهرست كتب الشيعة وأسماء المصنفين.

## لمحة عن الكتاب
كتاب الفهرست ، موضوع لذكر من له كتاب من المصنفين وأرباب الأصول من علماء الإمامية بشكل عام، وذكر الطرق إليها غالباً، وقد يجيء بيان أحوالهم استطراداً. كما أنه ذكر عددا من كتب علماء المذاهب الأخرى وقد أشار الطوسي في مقدمة الكتاب بأنّه سيذكر ماقيل في المصنّفين من التعديل والتجريح وهل يعوّل على روايته أو لا، وتبيين اعتقاده وهل هو موافق للحق أو هو مخالف له، ولكنّه لم يفِ في ذلك عند تعرضه لبعض ذوي المذاهب الفاسدة، فلم يقل في إبراهيم بي أبي بكير بن أبي السمال شيئاً مع أنًه كان واقفيا، وقد رتّب الشيخ الطوسي كتابه على وفق ترتيب اللغة العربية من الهمزة إلى الياء، وليس الترتيب الزماني للمصنفين وهدفه من ذلك أن يقترب الباحث بالظفر لما يبحث عنه ويسهل حفظه لمن أراد حفظ الكتاب.

## سبب التأليف
ذكر الطوسي في مقدمة كتابه الفهرست، أنّ الذي دفعه لتأليف هذا الكتاب أنّه أراد أن يجمع كلَّ ما كتبه علماء الشيعة من مصنّفات وأصول في كتاب واحد. وذلك لأنّه وجد أنّ علماء الطائفة لم يستوفوا ذكر مصنفات جميع ما كُتب بل اكتفوا بذكر ما اختص بمن رووا عنه وأحاطت به خزانتهم من الكتب، إلا الغضائري الذي قام بتأليف كتابين الأول ذكر فيه المصنفات والثاني ذكر فيه الأصول ولكن لم ينسخهما أحد وعمد بعض ورثته إلى إهلاكهما، وأيضا تلبية لرغبة أحد أستاذه الذي كان يحثّه ويؤيده على كتابة مثل هذا الفهرست.

## مضمون الكتاب
يتكّون كتاب الفهرست من ثلاثة أقسام وهي عبارة عن:
- قسم مرتبط بالأشخاص الذين لهم أسماء أصلية معروفة وهذا القسم منظّم من حرف الهمزة إلى حرف الياء[8]
- قسم مرتبط بالأشخاص الذين عرفوا بكنيتهم ولم يجد لهم الشيخ اسم.[9]
- قسم مرتبط بالأشخاص الذين عرفوا بقبيلتهم أو لقبهم أو بلدهم.[10]

## مكانة الكتاب
يعتبر كتاب الفهرست أحد المصادر الرجالية الأربعة التي يرجع إليها علماء الشيعة من السالف وحتى الزمن الحاضر.

## زمن التأليف
ليس هناك معلومتا متى قام الطوسي بتأليف كتابه هذا ولكن عند الإطلاع على مضمون الكتاب نجد أنه ذكر في بعض المصنفين أنّه سيذكر تصانيفهم في كتاب الرجال، مما يدل على أنّه قام بكتابته قبله 

## وصلات خارجية
تحميل الكتاب